# Bofors
Bofors je švedska tvrtka čije ime se povezuje s metalnom industrijom više od 350 godina.
Nalazi se u Karlskogi a osnovana je 1646. godine. Moderan dio poduzeća osnovan je 1873. osnivanjem poduzeća Bofors-Gullspång. Postaje vodeći švedski proizvođač čelika 1870-ih za potrebe vojne industrije koristeći Siemens-Martinov postupak za proizvodnju oružja. Prva radionica za proizvodnju topova otvorena je 1884. Najpoznatiji vlasnik Boforsa bio je Alfred Nobel, koji je bio vlasnik tvrtke od 1894. pa do svoje smrti u prosincu 1896. Nobel je odigrao ključnu ulogu pretvorbe bivšeg proizvođača željeza i čelika u modernog proizvođača topova. Za proizvodnju baruta zadužen je bio ogranak Boforsa osnovan 1898., AB Bofors Nobelkrut, koji je kasnije proizvodio eksplozive. Poduzeće se nastavlja razvijati kupujući i zatvarajući druga manja poduzeća koja su se natjecala na tržištu u proizvodnji topova. 1919. poduzeće skraćuje ime u AB Bofors.
1986., ugovor vrijedan 285 mil. dolara potopisan je između indijske vlade i Boforsa za isporuku 410 komada 155 milimetarskih haubica. 1987., Švedski radio je objavio da je Bofors ilegalno platio indijskim političarima i ključnim osobama u ministarstvu obrane da potpišu ugovor. Ovaj skandal je poznat pod nazivom Bofors skandal i utjecao je da Rajiv Gandhi izgubi izbore tri godine kasnije.
1999., Saab zajedno s bivšom majčinskom tvrtkom Celsius AB kupuje i Bofors. 2000. ogranak poduzeća koji je proizvodio teško naoružanje (topove i municiju) prodan je američkom poduzeću United Defense Industries (UDI). 
Dio poduzeća koji proizvodi dijelove za avione ostao je u okviru Saab-a, tako da se danas Bofors sastoji iz dva dijela: BAE Systems Bofors i Saab Bofors Dynamics.

## Vanjske poveznice
- BAE Systems Bofors
- Saab Bofors Dynamics